# Тихий Хутор
Ти́хий Ху́тор (укр. Тихий Хутір) — село в Жашковском районе Черкасской области Украины.
Население по переписи 2001 года составляло 666 человек. Почтовый индекс — 19211. Телефонный код — 4747.

## Местный совет
19211, Черкасская обл., Жашковский р-н, с. Тихий Хутор